# Донбаська операція (1941)
Не варто плутати з Донбаськими операціями 1942 та 1943 років
Донбаська операція (1941) в німецькій військовій історіографії Битва в Приазов'ї — стратегічна оборонна операція радянських військ на південному фланзі німецько-радянського фронту в ході операції «Барбаросса». Бойові дії радянських військ Південного фронту (командувач — генерал-лейтенант Рябишев Д. І., з 5 жовтня 1941 — генерал-полковник Черевиченко Я. Т.) і лівого крила Південно-Західного фронту (командувач — Маршал Радянського Союзу С. К. Тимошенко) велись в період з 29 вересня по 4 листопада 1941 року за утримання стратегічно важливого Донецького промислового регіону. В ході боїв радянські війська під натиском Вермахту залишили значну частину території Донбасу.
У вересні 1941 відразу після ліквідації оточених під Києвом 5-ти армій Південно-Західного фронту німецьке командування розгорнуло наступ з метою розгромити Південний фронт, захопити промислові регіони Харкова і Донбасу, здобути вихід на Кавказ через Ростов-на-Дону. Наступ почався 29 вересня ударом німецької 1-ї танкової групи (з 6 жовтня — 1-ша танкова армія) від Дніпропетровська на південь, до Азовського моря, в тил військам Південного фронту. Зустрічний удар завдавали вздовж моря, від Перекопського перешийку через Мелітополь, військові частини 11-ї німецької та 3-ї румунської армій, одночасно окремі підрозділи цих армій штурмували укріплення на Перекопському перешийку. Війська Червоної армії чинили впертий опір, але зупинити противника не спромоглися.
5 жовтня 1941 німецькі танки досягли моря біля Осипенко (нині м. Бердянськ). В оточення потрапила переважна частина 9-ї та 18-ї армій. 10 жовтня «битва при Азовському морі» закінчилася. Німці захопили понад 100 тис. радянських військовополонених, 212 танків, 672 гармати.
Тим часом 1-ша танкова армія продовжувала наступ уздовж моря на схід. 8 жовтня вона здобула Маріуполь, 12 жовтня досягла р. Міус, 17 жовтня опанувала Таганрог. Того ж дня Ставка Верховного Головнокомандування наказала військам Південно-Західного та Південного фронтів відходити на лінію Касторне — р. Оскіл — Лиман — Горлівка — Таганрог, але танковий клин Вермахту, охопивши Донбас з півдня, продовжував просування далі вглиб радянської території. Паралельно наступали 17-та й 6-та німецькі польові армії: перша — через Донбас, друга — ще далі на північ — на Харків, який зайняла 23 жовтня. 26 жовтня 17-та армія опанувала м. Сталіно (нині м. Донецьк) — головне місто Донбасу.
4 листопада становище на південному фланзі радянсько-німецького фронту стабілізувалося, противник зупинив своє подальше просування, розпочавши перегрупування військ на зимову кампанію. За винятком Ворошиловградської області (нині Луганська область), весь Донбас було окуповано німецькими військами.